# N'Tjikouna
N’Tjikouna est une commune du Mali, dans le cercle et la région de Sikasso.